# 아헤르 아케체
아헤르 아케체 바루티아(스페인어: Ager Aketxe Barrutia, 1993년 12월 30일, 바스크 주 빌바오 ~)는 스페인의 프로 축구 선수로, 현재 에이바르에서 공격형 미드필더로 활약하고 있다.
그는 아틀레틱 빌바오에서 축구를 시작해 2군과 1군에서 모두 활약했으나, 1군에서는 34번의 공식 경기 출장에 그쳤다. 그는 메이저 리그 사커의 토론토에서 잠깐 활약하기도 했다.

## 클럽 경력

### 아틀레틱 빌바오
바스크 주 비스카이아 도 빌바오 출신인 아케체는 2003년에 아틀레틱 빌바오의 레사마에 9세의 나이로 합류했다. 2011년, 그는 테르세라 디비시온의 위성 구단인 바스코니아에서 성인 무대 신고식을 치렀다.
2012년 5월, 아케체는 세군다 디비시온 B의 2군으로 승격되었다. 그는 주전으로 활약하며 2년차에는 리그 전 경기에 출전했다.
2014년 9월 2일, 아케체는 라 리가의 1군으로 승격되었고, 등번호 23번을 받았다. 그는 9월 17일 0-0으로 비긴 샤흐타르 도네츠크와의 챔피언스리그 조별 리그 경기에서 75분에 이케르 무니아인과 교체로 들어가 첫 프로 경기에 출전했다. 그러나, 이 경기에서 발 부상을 당한 그는 6달 가까이 출전하지 못했다.
아케체는 2015년 5월 17일 스페인 1부 리그 첫 득점을 기록했는데, 0-2로 끌려다니던 엘체와의 경기에서 아틀레틱의 만회골을 기록해 3-2 역전승의 발판을 마련했다. 2016년 초, 그는 경험을 축적하고 강등을 막기 위해 세군다 디비시온에 속한 2군으로 다시 내려갔다. 2월 27일, 그는 4-2로 이긴 폰페라디나와의 안방 경기에서 해트트릭을 기록했지만, 그러나, 소속 구단은 22위 꼴찌로 시즌을 마감했다.
2017년 1월 31일, 전 시즌 말 무릎 중상의 여파로 시즌 전반기에 한 경기도 출장하면서, 아케체는 6월까지 2부 리그의 카디스로 임대되었다. 2018년 2월 16일, 아틀레틱은 즉시 그와의 계약을 해제했고,(훗날 그를 재영입할 권한도 계약서에 명시했다) 그의 해외 이적을 권유했다.

### 토론토
아케체는 2018년 2월 23일에 메이저 리그 사커의 토론토로 이적했는데, 아틀레틱은 계약 해지에 따라 재영입할 권한도 계약서에 명시되었다. 그는 나흘 후에 0-0으로 비긴 콜로라도 래피즈와의 챔피언스리그 16강 2차전 경기에서 후반전에 교체되어 첫 경기를 치렀다. 그의 첫 선발 경기는 0-2로 패한 콜럼버스 크루와의 안방 2018 시즌 개막전 경기였다.

### 카디스
2018년 7월 11일, 아케체는 카디스와 6개월 임대 계약에 합의를 맺고 입단하였고, 완전 이적도 가능케 되었다. 11월, 토론토와 선수는 남은 계약 기간을 "상호 해지"했다.
캐나다의 구단과 연을 끊은 후, 아틀레틱 빌바오는 재영입 조항을 발동하지 않았고, 아케체의 본래 임대 계약은 완전 이적으로 변경되었고, 2019년 6월 30일까지 유효하게 되었다.

### 데포르티보
2019년 7월 13일, 자유 계약으로 풀려난 아케체는 또다른 2부 리그 구단인 데포르티보와 1년 계약을 맺고, 등번호 10번을 받았다. 그는 8월 18일, 3-2로 이긴 오비에도와의 안방 경기에서 공식 첫 경기를 치렀고, 득점도 기록했다.

### 알메리아
2020년 9월 7일, 소속 구단이 강등되면서 아케체는 같은 리그의 알메리아와 2년 계약을 맺었다. 그는 루고와의 원정 경기에서 신고식을 치러 같은 경기에서 득점도 올렸다.

### 에이바르
2021년 7월 27일, 아케체는 2부 리그로 강등된 에이바르와 2년짜리 계약을 체결했다.

## 사생활
아헤르 아케체의 형 이사크도 축구 선수였다. 그도 또한 아틀레틱 빌바오의 유소년부 출신이다. 그의 부친 이사크 아케체(당시 바스크 철자가 아닌 카스티야식 철자 Isaac Aqueche로 통용)는 스페인 하부 리그에서 미드필더로 활약했고, 아틀레틱 2군에서 출전한 경력도 있다.
2016년 5월, 아케체 외 2명은 전년도 8월에 로모의 게초에 있는 자택에서 벌인 축제에 근무 외 시간의 지방 경찰에 부상을 입힌 건으로 법정에 출두했다.

## 경력 통계
2021년 7월 1일 기준
| 구단            | 시즌      | 리그              | 리그 | 리그 | 컵   | 컵 | 대륙 | 대륙 | 기타 | 기타 | 합계 | 합계 |
| 구단            | 시즌      | 리그명            | 출장 | 골   | 출장 | 골 | 출장 | 골   | 출장 | 골   | 출장 | 골   |
| --------------- | --------- | ----------------- | ---- | ---- | ---- | -- | ---- | ---- | ---- | ---- | ---- | ---- |
| 바스코니아      | 2011–12   | 테르세라 디비시온 | 33   | 9    | —    | —  | —    | —    | —    | —    | 33   | 9    |
| 빌바오 아틀레틱 | 2012–13   | 세군다 디비시온 B | 30   | 5    | —    | —  | —    | —    | —    | —    | 30   | 5    |
| 빌바오 아틀레틱 | 2013–14   | 세군다 디비시온 B | 38   | 6    | —    | —  | —    | —    | —    | —    | 38   | 6    |
| 빌바오 아틀레틱 | 2015–16   | 세군다 디비시온   | 21   | 8    | —    | —  | —    | —    | —    | —    | 21   | 8    |
| 빌바오 아틀레틱 | 합계      | 합계              | 89   | 19   | 0    | 0  | 0    | 0    | 0    | 0    | 89   | 19   |
| 아틀레틱 빌바오 | 2014–15   | 라 리가           | 8    | 1    | 3    | 0  | 1    | 0    | —    | —    | 12   | 0    |
| 아틀레틱 빌바오 | 2015–16   | 라 리가           | 3    | 0    | 1    | 0  | 6    | 0    | —    | —    | 10   | 0    |
| 아틀레틱 빌바오 | 2017–18   | 라 리가           | 3    | 0    | 2    | 0  | 7    | 0    | —    | —    | 12   | 0    |
| 아틀레틱 빌바오 | 합계      | 합계              | 14   | 1    | 6    | 0  | 14   | 0    | 0    | 0    | 34   | 1    |
| 카디스 (임대)   | 2016–17   | 세군다 디비시온   | 16   | 4    | 0    | 0  | —    | —    | 2    | 1    | 18   | 5    |
| 토론토          | 2018      | 메이저 리그 사커  | 11   | 0    | 0    | 0  | 3    | 0    | —    | —    | 14   | 0    |
| 카디스 (임대)   | 2018–19   | 세군다 디비시온   | 15   | 1    | 2    | 0  | —    | —    | —    | —    | 15   | 1    |
| 카디스          | 2018–19   | 세군다 디비시온   | 18   | 3    | 0    | 0  | —    | —    | —    | —    | 18   | 3    |
| 데포르티보      | 2019–20   | 세군다 디비시온   | 39   | 7    | 2    | 0  | —    | —    | —    | —    | 41   | 7    |
| 알메리아        | 2020–21   | 세군다 디비시온   | 25   | 4    | 2    | 2  | —    | —    | —    | —    | 27   | 6    |
| 에이바르        | 2021–22   | 세군다 디비시온   | 0    | 0    | 0    | 0  | —    | —    | —    | —    | 0    | 0    |
| 경력 합계       | 경력 합계 | 경력 합계         | 260  | 48   | 12   | 2  | 17   | 0    | 2    | 1    | 291  | 51   |

1. ↑  챔피언스리그 출장 경기 기록 포함
2. ↑  유로파리그 출장 경기 기록 포함
3. ↑  유로파리그 출장 경기 기록 포함
4. ↑  라리가 승격 플레이오프전 출장 경기 기록 포함
5. ↑  챔피언스리그 출장 경기 기록 포함

## 수상
아틀레틱 빌바오
- 수페르코파 데 에스파냐: 2015